# Репичи (Брестская область)
Ре́пичи (бел. Рэпічы) — деревня в Барановичском районе Брестской области Белоруссии. Входит в состав Вольновского сельсовета. Расположена в 33 км от районного центра. Население — 59 человек (2023).
Название образовано от фамилий Репич.

## История
В 1897 году — в Жуховичской волости Новогрудского уезда Минской губернии.
После Рижского мирного договора 1921 года — в Полонечковской гмине Барановичского повета Новогрудского воеводства Польши.
С 1939 года — в составе БССР. В 1940-57 годах — в Городищенском районе Барановичской, с 1954 года Брестской области. Затем район переименован в Барановичский.
В период Великой Отечественной войны с конца июня 1941 года до начала июля 1944 года была оккупирована немецко-фашистскими захватчиками, разрушено 22 дома. На фронтах погибли 20 односельчан.
До 26 июня 2013 года деревня находилась в Полонечковском сельсовете.

## Население
По состоянию на 1 января 2023 года в деревне проживало 59 человек в 32 хозяйствах, в том числе 3 моложе трудоспособного возраста, 34 — в трудоспособном возрасте и 22 — старше трудоспособного возраста. 
| Численность населения (по переписи) | Численность населения (по переписи) | Численность населения (по переписи) | Численность населения (по переписи) | Численность населения (по переписи) | Численность населения (по переписи) | Численность населения (по переписи) |
| 1909                                | 1921                                | 1959                                | 1970                                | 1999                                | 2009                                | 2019                                |
| ----------------------------------- | ----------------------------------- | ----------------------------------- | ----------------------------------- | ----------------------------------- | ----------------------------------- | ----------------------------------- |
| 212                                 | ↗347                                | ↗356                                | ↘260                                | ↘184                                | ↘92                                 | ↘57                                 |